# Killian Sardella
Killian Sardella (Wemmel, 2 maggio 2002) è un calciatore belga, difensore dell'Anderlecht.

## Biografia
Nato in Belgio da padre italiano e madre congolese.

## Caratteristiche tecniche
Nato come centrocampista, nelle giovanili dell'Anderlecht arretra il proprio raggio d'azione giocando prima come difensore centrale ed in seguito come terzino destro, ruolo dove può sfruttare la buona tecnica di base e la propria progressione palla al piede.

## Carriera

### Club
Muove i primi passi nelle giovanili di KVK Wemmel e Efj Molenbeek prima di passare all'Anderlecht nel 2011. Nell'estate 2019 viene promosso in prima squadra dal neo-allenatore Vincent Kompany ed il 9 agosto debutta fra i professionisti scendendo in campo da titolare nell'incontro di Pro League pareggiato 0-0 contro il Malines. Dopo aver collezionato 20 presenze in stagione, interrotta anzitempo a causa della Pandemia di COVID-19 del 2019-2021, il 5 giugno 2020 rinnova il proprio contratto fino al 2025. La stagione seguente, dopo essere sceso in campo nei primi incontri della stagione, è costretto a saltare buona parte del girone d'andata a causa di una pubalgia, tornando in campo solamente ad inizio dicembre.

### Nazionale
Convocato regolarmente dalle nazionali giovanili del Belgio, nel 2019 prende parte al campionato europeo under-17 dove gioca tutti e cinque gli incontri della sua squadra. Il 6 settembre 2019 debutta in under-21 giocando l'incontro di qualificazione per l'campionato europeo del 2021 perso 1-0 contro il Galles.
Il 17 novembre 2024 esordisce in nazionale maggiore nella sconfitta per 1-0 in Nations League contro Israele.

## Statistiche
Statistiche aggiornate al 30 dicembre 2020.

### Presenze e reti nei club
| Stagione        | Squadra         | Campionato      | Campionato | Campionato | Coppe nazionali | Coppe nazionali | Coppe nazionali | Coppe continentali | Coppe continentali | Coppe continentali | Altre coppe | Altre coppe | Altre coppe | Totale | Totale | Totale |
| Stagione        | Squadra         | Comp            | Pres       | Reti       | Comp            | Pres            | Reti            | Comp               | Pres               | Reti               | Comp        | Pres        | Reti        | Pres   | Reti   |        |
| --------------- | --------------- | --------------- | ---------- | ---------- | --------------- | --------------- | --------------- | ------------------ | ------------------ | ------------------ | ----------- | ----------- | ----------- | ------ | ------ | ------ |
| 2019-2020       | Anderlecht      | D1              | 18         | 0          | CB              | 2               | 0               |                    | -                  | -                  |             | -           | -           | 20     | 0      |        |
| 2020-2021       | Anderlecht      | D1              | 5          | 0          | CB              | 0               | 0               |                    | -                  | -                  |             | -           | -           | 5      | 0      |        |
| Totale carriera | Totale carriera | Totale carriera | 23         | 0          |                 | 2               | 0               |                    | -                  | -                  |             | -           | -           | 25     | 0      |        |

### Cronologia presenze e reti in nazionale
| Cronologia completa delle presenze e delle reti in nazionale ― Belgio | Cronologia completa delle presenze e delle reti in nazionale ― Belgio | Cronologia completa delle presenze e delle reti in nazionale ― Belgio | Cronologia completa delle presenze e delle reti in nazionale ― Belgio | Cronologia completa delle presenze e delle reti in nazionale ― Belgio | Cronologia completa delle presenze e delle reti in nazionale ― Belgio | Cronologia completa delle presenze e delle reti in nazionale ― Belgio | Cronologia completa delle presenze e delle reti in nazionale ― Belgio |
| Data                                                                  | Città                                                                 | In casa                                                               | Risultato                                                             | Ospiti                                                                | Competizione                                                          | Reti                                                                  | Note                                                                  |
| --------------------------------------------------------------------- | --------------------------------------------------------------------- | --------------------------------------------------------------------- | --------------------------------------------------------------------- | --------------------------------------------------------------------- | --------------------------------------------------------------------- | --------------------------------------------------------------------- | --------------------------------------------------------------------- |
| 17-11-2024                                                            | Budapest                                                              | Israele                                                               | 1 – 0                                                                 | Belgio                                                                | UEFA Nations League 2024-2025 - 1º turno                              | -                                                                     | 90+3’                                                                 |
| Totale                                                                |                                                                       | Presenze                                                              | 1                                                                     |                                                                       | Reti                                                                  | 0                                                                     |                                                                       |

| Cronologia completa delle presenze e delle reti in nazionale ― Belgio under 21 | Cronologia completa delle presenze e delle reti in nazionale ― Belgio under 21 | Cronologia completa delle presenze e delle reti in nazionale ― Belgio under 21 | Cronologia completa delle presenze e delle reti in nazionale ― Belgio under 21 | Cronologia completa delle presenze e delle reti in nazionale ― Belgio under 21 | Cronologia completa delle presenze e delle reti in nazionale ― Belgio under 21 | Cronologia completa delle presenze e delle reti in nazionale ― Belgio under 21 | Cronologia completa delle presenze e delle reti in nazionale ― Belgio under 21 |
| Data                                                                           | Città                                                                          | In casa                                                                        | Risultato                                                                      | Ospiti                                                                         | Competizione                                                                   | Reti                                                                           | Note                                                                           |
| ------------------------------------------------------------------------------ | ------------------------------------------------------------------------------ | ------------------------------------------------------------------------------ | ------------------------------------------------------------------------------ | ------------------------------------------------------------------------------ | ------------------------------------------------------------------------------ | ------------------------------------------------------------------------------ | ------------------------------------------------------------------------------ |
| 6-9-2019                                                                       | Wrexham                                                                        | Galles under 21                                                                | 1 – 0                                                                          | Belgio under 21                                                                | Amichevole                                                                     | -                                                                              | 59’ 70’                                                                        |
| 4-6-2021                                                                       | Aqtöbe                                                                         | Kazakistan under 21                                                            | 1 – 3                                                                          | Belgio under 21                                                                | Qual. Europeo Under-21 2023                                                    | 1                                                                              | 85’                                                                            |
| 3-9-2021                                                                       | Bursa                                                                          | Turchia under 21                                                               | 0 – 3                                                                          | Belgio under 21                                                                | Qual. Europeo Under-21 2023                                                    | -                                                                              |                                                                                |
| 8-10-2021                                                                      | Lovanio                                                                        | Belgio under 21                                                                | 1 – 0                                                                          | Danimarca under 21                                                             | Qual. Europeo Under-21 2023                                                    | -                                                                              | 68’                                                                            |
| 16-11-2021                                                                     | Dundee                                                                         | Scozia under 21                                                                | 0 – 2                                                                          | Belgio under 21                                                                | Qual. Europeo Under-21 2023                                                    | -                                                                              | 90’                                                                            |
| 24-3-2023                                                                      | San Pedro del Pinatar                                                          | Rep. Ceca under 21                                                             | 0 – 0                                                                          | Belgio under 21                                                                | Amichevole                                                                     | -                                                                              | 46’                                                                            |
| 27-3-2023                                                                      | San Pedro del Pinatar                                                          | Belgio under 21                                                                | 3 – 2                                                                          | Giappone under 21                                                              | Amichevole                                                                     | -                                                                              | 46’                                                                            |
| 11-9-2023                                                                      | Lovanio                                                                        | Belgio under 21                                                                | 1 – 0                                                                          | Kazakistan under 21                                                            | Qual. Europeo Under-21 2025                                                    | -                                                                              |                                                                                |
| 17-10-2023                                                                     | Budapest                                                                       | Ungheria under 21                                                              | 0 – 1                                                                          | Belgio under 21                                                                | Qual. Europeo Under-21 2025                                                    | -                                                                              |                                                                                |
| 17-11-2023                                                                     | Roeselare                                                                      | Belgio under 21                                                                | 0 – 2                                                                          | Scozia under 21                                                                | Qual. Europeo Under-21 2025                                                    | -                                                                              | 78’                                                                            |
| 21-11-2023                                                                     | Lovanio                                                                        | Belgio under 21                                                                | 1 – 1                                                                          | Spagna under 21                                                                | Qual. Europeo Under-21 2025                                                    | -                                                                              | 47’                                                                            |
| 21-3-2024                                                                      | Lovanio                                                                        | Belgio under 21                                                                | 3 – 1                                                                          | Malta under 21                                                                 | Qual. Europeo Under-21 2025                                                    | -                                                                              | 63’                                                                            |
| 26-3-2024                                                                      | Almería                                                                        | Spagna under 21                                                                | 1 – 0                                                                          | Belgio under 21                                                                | Qual. Europeo Under-21 2025                                                    | -                                                                              |                                                                                |
| 10-9-2024                                                                      | Almaty                                                                         | Kazakistan under 21                                                            | 0 – 3                                                                          | Belgio under 21                                                                | Qual. Europeo Under-21 2023                                                    | 1                                                                              | 85’                                                                            |
| 11-10-2024                                                                     | Edimburgo                                                                      | Scozia under 21                                                                | 0 – 2                                                                          | Belgio under 21                                                                | Qual. Europeo Under-21 2023                                                    | -                                                                              | cap.                                                                           |
| Totale                                                                         |                                                                                | Presenze                                                                       | 15                                                                             |                                                                                | Reti                                                                           | 2                                                                              |                                                                                |